# Martin Huldahl
Martin Staghøj Huldahl (født 20. september 2004) er en professionel dansk fodboldspiller, der tidligere har spillet som angriber i Skive IK, udlånt fra Viborg FF.
I vinterpausen 2024/25 skiftede han til 1. divisionsklubben FC Fredericia , hvor han har kontrakt indtil 1. juli 2028.
Huldahl er oprindeligt fra Holstebro, men blev optaget i VFF Talent som 15-årig, imens han gik på Hald Ege Efterskole. I 2022 skrev Huldahl kontrakt med Viborg FF frem til 2024.